# Stade Valentino-Mazzola
Le stade Valentino-Mazzola (en italien : Stadio Valentino Mazzola), est un ancien stade de football italien situé dans la ville de Tarente, dans les Pouilles.
Le stade, doté de 12 000 places et inauguré en 1923 puis démoli en 1965, servait d'enceinte à domicile aux équipes de football du Tarente Football Club 1927, de la Società Sportiva Pro Italia, de l'Audace Tarente et du Pietro Resta.
Le stade porte le nom de Valentino Mazzola, footballeur décédé tragiquement lors de l'accident du Superga.

## Histoire
Dans les années 1920, le stade est voulu et construit grâce à la contribution de supporters de l'équipe du Pro Italia (Carano, D'Erasmo, Racugno, Calderazzo et Guardone) pour fournir à la ville une installation moderne et multifonctionnelle.
Le stade en terre battue (de 6 000 places dans un premier temps), entouré d'une piste d'athlétisme et d'une piste de béton pour les courses de moto, est conçu par l'architecte Geremia D'Erasmo.
Il est inauguré le 14 octobre 1923 sous le nom de Corvisea Motovelodrome avec une épreuve sportive qui dure la journée entière (course automobile, de cyclisme, course à pied et de gymnastique).
Un terrain de tennis ainsi qu'un terrain de volley-ball étaient également situés dans l'enceinte. Il est à l'époque l'un des plus modernes du pays.
La propriété du stade passe du Pro Italie au Tarente Calcio puis à la commune de Tarente.
Durant la période fasciste, le stade est renommé stade del Littorio (en italien : Stadio del Littorio) entre 1928 et 1943. Durant la seconde guerre mondiale, il sert de dépôt militaire, puis prend le nom de stade Valentino-Mazzola en 1950.
Le 5 décembre 1965, Le Taranto joue son dernier match dans l'installation contre le Trapani Calcio, gagnant 1-0 devant 9 000 spectateurs (le club déménage ensuite au stade Salinella).

### Après la démolition du stade
La structure tombe en désuétude à partir de la seconde moitié des années 1980.
En 1986, l'administration municipale approuve l'avant-projet de construction d'une nouvelle installation, une salle polyvalente qui manquait encore à la ville et pouvant accueillir les clubs sportifs de basket-ball et de volleyball.
Aujourd'hui, à la place de l'ancien stade se dresse le PalaMazzola, inauguré le 18 septembre 2004.